# Lijst van planetoïden 17901-18000
Dit is een lijst van planetoïden 17901-18000. Voor de volledige lijst zie de lijst van planetoïden.
Stand per 21 maart 2022. Afgeleid uit data gepubliceerd door het Minor Planet Center.
| Naam                     | Voorlopige naamgeving | Datum ontdekking | Ontdekker            |
| ------------------------ | --------------------- | ---------------- | -------------------- |
| (17901) -                | 1999 FT25             | 19 maart 1999    | LINEAR               |
| (17902) Britbaker        | 1999 FM26             | 19 maart 1999    | LINEAR               |
| (17903) -                | 1999 FS27             | 19 maart 1999    | LINEAR               |
| (17904) Annekoupal       | 1999 FW30             | 19 maart 1999    | LINEAR               |
| (17905) Kabtamu          | 1999 FM31             | 19 maart 1999    | LINEAR               |
| (17906) -                | 1999 FG32             | 19 maart 1999    | LINEAR               |
| (17907) Danielgude       | 1999 FQ33             | 19 maart 1999    | LINEAR               |
| (17908) Chriskuyu        | 1999 FL34             | 19 maart 1999    | LINEAR               |
| (17909) Nikhilshukla     | 1999 FC35             | 19 maart 1999    | LINEAR               |
| (17910) Munyan           | 1999 FG37             | 20 maart 1999    | LINEAR               |
| (17911) -                | 1999 FF41             | 20 maart 1999    | LINEAR               |
| (17912) -                | 1999 FV44             | 20 maart 1999    | LINEAR               |
| (17913) -                | 1999 FT52             | 20 maart 1999    | LINEAR               |
| (17914) Joannelee        | 1999 FA54             | 20 maart 1999    | LINEAR               |
| (17915) -                | 1999 GU               | 5 april 1999     | K. Korlević          |
| (17916) -                | 1999 GZ3              | 10 april 1999    | F. B. Zoltowski      |
| (17917) Cartan           | 1999 GN5              | 15 april 1999    | P. G. Comba          |
| (17918) -                | 1999 GE6              | 14 april 1999    | Y. Shimizu, T. Urata |
| (17919) Licandro         | 1999 GC8              | 9 april 1999     | LONEOS               |
| (17920) Zarnecki         | 1999 GE9              | 10 april 1999    | LONEOS               |
| (17921) Aldeobaldia      | 1999 GC13             | 15 april 1999    | LINEAR               |
| (17922) -                | 1999 GS13             | 12 april 1999    | Spacewatch           |
| (17923) -                | 1999 GY16             | 15 april 1999    | LINEAR               |
| (17924) -                | 1999 GA17             | 15 april 1999    | LINEAR               |
| (17925) Dougweinberg     | 1999 GQ17             | 15 april 1999    | LINEAR               |
| (17926) Jameswu          | 1999 GA18             | 15 april 1999    | LINEAR               |
| (17927) Ghoshal          | 1999 GL20             | 15 april 1999    | LINEAR               |
| (17928) Neuwirth         | 1999 GJ21             | 15 april 1999    | LINEAR               |
| (17929) -                | 1999 GQ21             | 15 april 1999    | LINEAR               |
| (17930) Kennethott       | 1999 GE24             | 6 april 1999     | LINEAR               |
| (17931) -                | 1999 GA27             | 7 april 1999     | LINEAR               |
| (17932) Viswanathan      | 1999 GA35             | 6 april 1999     | LINEAR               |
| (17933) Haraguchi        | 1999 GM36             | 12 april 1999    | LINEAR               |
| (17934) Deleon           | 1999 GK39             | 12 april 1999    | LINEAR               |
| (17935) Vinhoward        | 1999 GX45             | 12 april 1999    | LINEAR               |
| (17936) Nilus            | 1999 HE3              | 24 april 1999    | J. Broughton         |
| (17937) -                | 1999 HO4              | 16 april 1999    | Spacewatch           |
| (17938) Tamsendrew       | 1999 HW6              | 17 april 1999    | LINEAR               |
| (17939) -                | 1999 HH8              | 16 april 1999    | LINEAR               |
| (17940) Kandyjarvis      | 1999 JK2              | 8 mei 1999       | CSS                  |
| (17941) Horbatt          | 1999 JW2              | 6 mei 1999       | R. A. Tucker         |
| (17942) Whiterabbit      | 1999 JG6              | 11 mei 1999      | Y. Shimizu, T. Urata |
| (17943) -                | 1999 JZ6              | 8 mei 1999       | CSS                  |
| (17944) -                | 1999 JF7              | 8 mei 1999       | CSS                  |
| (17945) Hawass           | 1999 JU8              | 14 mei 1999      | J. Broughton         |
| (17946) -                | 1999 JC9              | 7 mei 1999       | CSS                  |
| (17947) -                | 1999 JV10             | 9 mei 1999       | CSS                  |
| (17948) -                | 1999 JQ15             | 12 mei 1999      | T. Okuni             |
| (17949) -                | 1999 JA18             | 10 mei 1999      | LINEAR               |
| (17950) Grover           | 1999 JS18             | 10 mei 1999      | LINEAR               |
| (17951) Fenska           | 1999 JO19             | 10 mei 1999      | LINEAR               |
| (17952) Folsom           | 1999 JT19             | 10 mei 1999      | LINEAR               |
| (17953) -                | 1999 JB20             | 10 mei 1999      | LINEAR               |
| (17954) Hopkins          | 1999 JP20             | 10 mei 1999      | LINEAR               |
| (17955) Sedransk         | 1999 JZ22             | 10 mei 1999      | LINEAR               |
| (17956) Andrewlenoir     | 1999 JC28             | 10 mei 1999      | LINEAR               |
| (17957) -                | 1999 JE29             | 10 mei 1999      | LINEAR               |
| (17958) Schoof           | 1999 JE33             | 10 mei 1999      | LINEAR               |
| (17959) Camierickson     | 1999 JZ33             | 10 mei 1999      | LINEAR               |
| (17960) Liberatore       | 1999 JB36             | 10 mei 1999      | LINEAR               |
| (17961) Mariagorodnitsky | 1999 JB37             | 10 mei 1999      | LINEAR               |
| (17962) Andrewherron     | 1999 JD37             | 10 mei 1999      | LINEAR               |
| (17963) Vonderheydt      | 1999 JM40             | 10 mei 1999      | LINEAR               |
| (17964) -                | 1999 JY41             | 10 mei 1999      | LINEAR               |
| (17965) Brodersen        | 1999 JO43             | 10 mei 1999      | LINEAR               |
| (17966) -                | 1999 JS43             | 10 mei 1999      | LINEAR               |
| (17967) Bacampbell       | 1999 JT45             | 10 mei 1999      | LINEAR               |
| (17968) -                | 1999 JX46             | 10 mei 1999      | LINEAR               |
| (17969) Truong           | 1999 JB47             | 10 mei 1999      | LINEAR               |
| (17970) Palepu           | 1999 JA48             | 10 mei 1999      | LINEAR               |
| (17971) Samuelhowell     | 1999 JZ50             | 10 mei 1999      | LINEAR               |
| (17972) Ascione          | 1999 JH51             | 10 mei 1999      | LINEAR               |
| (17973) -                | 1999 JP51             | 10 mei 1999      | LINEAR               |
| (17974) -                | 1999 JL52             | 10 mei 1999      | LINEAR               |
| (17975) -                | 1999 JB53             | 10 mei 1999      | LINEAR               |
| (17976) Schulman         | 1999 JQ54             | 10 mei 1999      | LINEAR               |
| (17977) -                | 1999 JR54             | 10 mei 1999      | LINEAR               |
| (17978) -                | 1999 JS54             | 10 mei 1999      | LINEAR               |
| (17979) -                | 1999 JS55             | 10 mei 1999      | LINEAR               |
| (17980) Vanschaik        | 1999 JN56             | 10 mei 1999      | LINEAR               |
| (17981) -                | 1999 JZ56             | 10 mei 1999      | LINEAR               |
| (17982) Simcmillan       | 1999 JK57             | 10 mei 1999      | LINEAR               |
| (17983) Buhrmester       | 1999 JV59             | 10 mei 1999      | LINEAR               |
| (17984) Ahantonioli      | 1999 JU60             | 10 mei 1999      | LINEAR               |
| (17985) -                | 1999 JC62             | 10 mei 1999      | LINEAR               |
| (17986) -                | 1999 JF62             | 10 mei 1999      | LINEAR               |
| (17987) -                | 1999 JQ62             | 10 mei 1999      | LINEAR               |
| (17988) Joannehsieh      | 1999 JR62             | 10 mei 1999      | LINEAR               |
| (17989) -                | 1999 JE64             | 10 mei 1999      | LINEAR               |
| (17990) -                | 1999 JK64             | 10 mei 1999      | LINEAR               |
| (17991) Joshuaegan       | 1999 JN65             | 12 mei 1999      | LINEAR               |
| (17992) Japellegrino     | 1999 JR65             | 12 mei 1999      | LINEAR               |
| (17993) Kluesing         | 1999 JT68             | 12 mei 1999      | LINEAR               |
| (17994) -                | 1999 JF70             | 12 mei 1999      | LINEAR               |
| (17995) Jolinefan        | 1999 JF74             | 12 mei 1999      | LINEAR               |
| (17996) -                | 1999 JQ75             | 10 mei 1999      | LINEAR               |
| (17997) -                | 1999 JN78             | 13 mei 1999      | LINEAR               |
| (17998) -                | 1999 JN80             | 12 mei 1999      | LINEAR               |
| (17999) -                | 1999 JO80             | 12 mei 1999      | LINEAR               |
| (18000) -                | 1999 JX80             | 12 mei 1999      | LINEAR               |